# لاري ستانلي
لاري ستانلي (بالإنجليزية: Larry Stanley)‏ هو منافس ألعاب قوى أيرلندي، ولد في 1896 في Prosperous, County Kildare ‏ في جمهورية أيرلندا، وتوفي في 21 سبتمبر 1987.

## وصلات خارجية
- لاري ستانلي على موقع أوليمبيديا (الإنجليزية)